# آکاپرازین
آکاپرازین (انگلیسی: Acaprazine) (INN) یک داروی ضد اضطراب و «آدرنولیتیک» از گروه فنیل‌پیپرازین است که هرگز به بازار عرضه نشد.

## همچنین ببینید
- انسی‌پرازین
- انپی‌پرازول
- لورپی‌پرازول
- مپی‌پرازول
- تولپی‌پرازول